# 波羅的海聯賽
波羅的海聯賽（Baltic League，冠名贊助名爲Triobet Baltic League）是一項已經停辦的男子足球錦標賽，由波羅的海三國愛沙尼亞、拉脫維亞和立陶宛的頂級足球會參與，第一屆賽事於2007年舉辦，直至2011年舉辦第四屆後停辦 。

## 賽制
在首兩屆賽事中，每個國家各派出4支球隊參賽，共有12支球隊參加。第三屆賽事起，擴至16隊參加，每個國家派出5支球隊，另有1個額外名額分配給上届賽事冠軍球隊所在國家的第6名球隊。
首届赛事决赛为两回合赛制。第二届赛事起，决赛改为单回合赛制，在决赛球队之一的主场举办。

## 歷屆決賽
| 賽季    | 冠軍       | 比數                        | 亞軍       |
| ------- | ---------- | --------------------------- | ---------- |
| 2007    | 美達雷斯   | 8 – 2 (總比數) 3 – 1, 5 – 1 | 雲特史比斯 |
| 2008    | 卡奧拿斯   | 2 – 1                       | 史干圖     |
| 2009–10 | 雲特史比斯 | 3 – 3 (加時) 5 – 3 (十二碼) | 蘇度瓦     |
| 2010–11 | 史干圖     | 1 – 1 (加時) 5 – 4 (十二碼) | 雲特史比斯 |